# Es por tu bien
Es por tu bien es una película española dirigida por Carlos Therón. En su reparto se encuentran grandes nombres del panorama del cine español como José Coronado, Javier Cámara y Roberto Álamo. Es el cuarto largometraje del director salmantino, que anteriormente había dirigido comedias como Fuga de cerebros 2 e Impávido. 
Se estrenó el 24 de febrero de 2017 en cines.

## Argumento
La película se centra en la peor pesadilla para un padre: que su hija crezca y llegue el día en el que le presente a su novio... que inevitablemente será una desagradable sorpresa. Ese día ha llegado para Arturo, Poli y Chus; cuyas hijas se han emparejado con tres chicos. La única solución para librarse de ellos... unir fuerzas.
Isabel y Arturo se conocieron en un juicio, Isabel resulta que era abogada y a Arturo de ideología anarquista fue acusado por quemar la foto del rey, una realidad que aún se vive en países cuya forma de escoger al jefe de Estado es la monarquía. El padre de Isabel al ser de derechas decide tomar medidas....

## Reparto
| Intérprete            | Personaje                         |
| --------------------- | --------------------------------- |
| Javier Cámara         | Jesús "Chus"                      |
| José Coronado         | Arturo                            |
| Roberto Álamo         | Hipólito "Poli"                   |
| Pilar Castro          | Isabel, esposa de Arturo          |
| María Pujalte         | Olga, esposa de Chus              |
| Carmen Ruiz           | Alicia, esposa de Poli            |
| Miki Esparbé          | Álex, novio de Valentina          |
| Luis Mottola          | Ernesto Gabatelli, novio de Sarai |
| Miguel Bernardeau     | Dani, novio de Marta              |
| Silvia Alonso         | Valentina, hija de Arturo         |
| Georgina Amorós       | Marta, hija de Chus               |
| Andrea Ros            | Sarai, hija de Poli               |
| Luis Callejo          | Joaquín, padre de Dani            |
| Manolo Solo           | Juan, el director                 |
| Mari Paz Sayago       | Mari Carmen, madre de Dani        |
| Manuel Burque         | Camello                           |
| María Hervás          | Jazmín                            |
| Ismael Fritschi       | Obrero 1                          |
| Juan López-Tagle      | Obrero 2                          |
| Malcolm Treviño-Sitté | Obrero 3                          |
| Adrián Castiñeiras    | Agustín                           |
| Héctor Inchauspe      | Taxista                           |
| Luis Bondia           | Joven en comisaría                |
| Carmen Caballero      | Mujer en comisaría                |
| Gillian Apter         | Emma                              |
| Almudena Ripamonti    | Lola                              |
| Álex Filimón          | Conductor autobús                 |
| Paco Churruca         | Conserje del instituto            |
| Antonio Gomez         | Médico                            |
| Mario Alonso          | Hombre en comisaría               |
| Marina Campos Albiol  | Mujer Exposoción                  |
| Misho Amoli           | Agente Secreto                    |
| Iván García Díaz      |                                   |
| Josep Gatell          |                                   |

## Recepción

### Comercial
La cinta se ha convertido en el éxito más notable del cine español en el primer semestre de 2017 con un total de 1.551.792 espectadores.